# Língua franca nova
A Lingua franca nova é uma língua fabricada, projetada para comunicação internacional. Possui ortografia fonética e uma gramática simples e regular. Seu vocabulário baseia-se no português, espanhol, catalão, francês e italiano. Ela pode ser escrita tanto com o alfabeto latino quanto com o cirílico.
Sua gramática é de um crioulo latino, muito simplificado, mas tão expressiva como uma língua natural.

## História
C. George Boeree começou a trabalhar nela em 1965. Seu objetivo foi criar uma língua auxiliar internacional que fosse simples e, em sua estrutura, similar aos idiomas crioulos. Tinha em mente a língua franca, um pidgin utilizado no contorno do mediterrâneo medieval. Baseou-se em 5 línguas neolatinas já próximas entre si (o francês, o italiano, o português, o espanhol e o catalão; essa última língua por uma razão de neutralidade). A LFN surgiu na Internet em 1998. Um grupo Yahoo! foi iniciado em 2002 por Bjorn Madsen. Stefan Fisahn criou também um wiki dedicado a esta língua em 2005 que conta hoje com mais de 1300 páginas e 13.000 edições. Apresentações e outros textos estão disponíveis em 12 línguas. Existem também vários dicionários, um tutorial e distintos textos (originais e traduções).
Uma das diferenças mais importantes dessa língua é o papel que tiveram e têm os falantes. A comunidade contribuiu significativamente à evolução da língua. Existe uma revista mensal chamada Orizones Nova (Novos horizontes) de interesse geral, que foi publicada por David McLeod entre 2006 e final de 2007.
Introduções à língua e sua gramática estão disponíveis em 12 idiomas, ainda que não sejam boas traduções, por isso os membros da sua comunidade aconselham a estudá-la principalmente em inglês ou espanhol. O dicionário mais completo (LFN - Inglês) foi confeccionado por Simon Davies, e tem perto de dez mil verbetes. Também é possível encontrar pequenos dicionários em diferentes línguas que são de boa qualidade.

## Alfabeto
| Latino | Cirílico |   | Latino | Cirílico |
| A      | A        | M | М      |          |
| B      | Б        | N | Н      |          |
| C      | К        | O | О      |          |
| D      | Д        | P | П      |          |
| E      | Е        | R | Р      |          |
| F      | Ф        | S | С      |          |
| G      | Г        | T | Т      |          |
| H      | Х        | U | У      |          |
| I      | И        | V | В      |          |
| J      | Ж        | X | Ш      |          |
| L      | Л        | Z | З      |          |

## Gramática

### Substantivos
Um substantivo é tipicamente introduzido por determinantes, e pode ser seguido por adjetivos e frases preposicionais, produzindo uma expressão nominal. Substantivos típicos denotam objetos físicos como pessoas, lugares e coisas, mas os substantivos também podem denotar conceitos mais abstratos que são gramaticalmente semelhantes.

#### Plural
Adicionar -s a um substantivo torna-o plural. Se o substantivo singular terminar em uma consoante, -es é adicionado em vez disso. O final plural não afeta o acento da palavra:
- gato, gatos - gato, gatos
- om, omes - homem, homens

Os adjetivos que modificam um substantivo não mudam quando o substantivo está no plural. Mas quando um adjetivo é usado como substantivo, ele pode ser pluralizado:
- la bones, la males, e la feas - o bom, o mau e o feio
- multe belas - muitas belezas

Alguns substantivos que são plurais em inglês são singulares em Elefen:
- El regarda un sisor con un binoculo. - Ele está olhando para um par de tesouras através de [um par de] binóculos.
- On usa un bretela per suporta sua pantalon. - Você usa suspensórios para segurar suas calças (EUA); você usa suspensórios para segurar suas calças (GB).
- Me ia compra esta oculo de sol en Nederland. – Eu comprei esses óculos de sol na Holanda.

#### Nomes contáveis e não contáveis
Como muitas línguas, o Elefen distingue substantivos contáveis e incontáveis. Um substantivo contável (ou "substantivo contável") pode ser modificado por um número e pode aceitar o plural -s. Substantivos contáveis típicos representam objetos que são claramente entidades individuais, como casas, gatos e pensamentos. Por exemplo:
- un auto; la autos; cuatro autos – um carro; os carros; quatro carros
- un gato; multe gatos; un milion gatos – um gato; muitos gatos; um milhão de gatos

Por outro lado, substantivos incontáveis (às vezes chamados de "substantivos de massa") geralmente não aceitam o plural -s. Substantivos incontáveis normalmente denotam massas que não têm clareza individual, como líquidos (água, suco), pós (açúcar, areia), substâncias (metal, madeira) ou qualidades abstratas (elegância, lentidão). Quando são modificados por um número ou outra palavra de quantidade, uma unidade de medida é frequentemente adicionada para clareza. Por exemplo:
la acua; alga acua; tre tases de acua – the water; some water; three cups of water
- la acua; alga acua; tre tases de acua – a água; alguma água; três xícaras de água
- lenio; multe lenio; du pesos de lenio –  a madeira; muita madeira; duas peças de madeira

No entanto, substantivos incontáveis podem ser usados de maneira contável. Eles então denotam exemplos ou instâncias específicas:
- Du cafes, per favore. – Dois cafés, por favor.
- Me ia proba multe cesos. – Eu provei muitos queijos.
- On no pote compara la belias de Paris e Venezia. – Você não pode comparar as belezas de Paris e Veneza.

#### Gênero
Os substantivos geralmente não indicam seu gênero. Para distinguir os sexos, os adjetivos mas e fema são usados:
- un cavalo mas - um cavalo macho, um garanhão
- un cavalo fema - um cavalo fêmea, uma égua

Mas há algumas palavras para relações familiares que marcam as mulheres com -a e os homens com -o:
- ava, avo - avó, avô
- fia, fio - filha, filho
- neta, neto - neta, neto
- sobrina, sobrino - sobrinha, sobrinho
- sposa, sposo - esposa, esposo
- tia, tio - tia, tio
- xica, xico - menina, menino

Também há alguns pares que usam palavras diferentes para os dois sexos:
- dama, cavalor - dama, cavaleiro
- diva, dio - deusa, deus
- fem, om - mulher, homem
- madre, padre - mãe, pai
- rea, re - rainha, rei
- seniora, senior - senhora, Sra; cavalheiro, Sr.

O sufixo raro -esa forma as variantes femininas de alguns papéis sociais históricos:
- abade, abadesa - abade, abadessa
- baron, baronesa - barão, baronesa
- conte, contesa - conde, condessa
- duxe, duxesa - duque, duquesa
- imperor, imperoresa - imperador, imperatriz
- marci, marcesa - marquês, marquesa
- prinse, prinsesa - príncipe, princesa
- tsar, tsaresa - czar, czarina

#### Frases nominais
Uma frase nominal consiste de um substantivo e seus modificadores: determinantes, que precedem o substantivo, e adjetivos e frases preposicionais, que o seguem.
As duas frases nominais mais importantes em uma sentença são o sujeito e o objeto. O sujeito precede o verbo e o objeto segue o verbo. Outras frases nominais normalmente são introduzidas por preposições para esclarecer sua função.
Uma frase nominal normalmente deve conter um determinante - talvez apenas o marcador de plural -s. Mas essa regra não se aplica a nomes próprios, aos nomes de dias da semana, meses e línguas, e a substantivos incontáveis:
- Desembre es calda en Australia. – Dezembro é quente na Austrália.
- Nederlandes es mea lingua orijinal. – O holandês é minha língua original.
- Me gusta pan. – Eu gosto de pão.

A regra também é frequentemente relaxada quando a frase nominal segue uma preposição, especialmente em expressões fixas:
- El es la comandor de polisia. – Ele é o chefe de polícia.
- Me no gusta come bur de aracide. – Eu não gosto de comer pasta de amendoim.
- Nos vade a scola. – Nós vamos para a escola.
- Acel es un problem sin solve en matematica. – Isso é um problema sem solução na matemática.
- Un virgula pare nesesada per claria. – Uma vírgula parece necessária para clareza.

Um adjetivo ou determinante pode ser modificado por um advérbio precedente. Como advérbios parecem adjetivos, múltiplos adjetivos normalmente são separados por vírgulas ou "e". Na fala, a entonação torna a diferença clara:
- Sola un poma multe putrida ia resta. – Apenas uma maçã muito podre restou.
- Me ia encontra un fem bela intelijente. – Eu conheci uma mulher lindamente inteligente.
- Me ia encontra un fem bela, joven, e intelijente. – Eu conheci uma mulher bonita, jovem e inteligente.

Às vezes, um substantivo é apenas um token para qualquer membro de sua classe. Nesses casos, pouco importa se "o" ou "um" é usado, ou se o substantivo é plural ou singular:
- La arpa es un strumento musical. – A harpa é um instrumento musical.
- Un arpa es un strumento musical. – Uma harpa é um instrumento musical.
- Arpas es strumentos musical. – Harpas são instrumentos musicais.

Um pronome é um caso especial de uma frase nominal. Os pronomes geralmente não podem ser modificados.

#### Aposição
Two noun phrases are said to be in apposition when one directly follows the other and both refer to the same entity. In most cases, the second phrase identifies the entity:
- la Rio Amazona – o rio Amazonas
- la Mar Pasifica – o Oceano Pacífico
- la Isola Skye – a Ilha de Skye
- la Universia Harvard – a Universidade de Harvard
- la Funda Ford – a Fundação Ford
- Re George 5 – Rei George V
- San Jacobo la major – São Tiago Maior
- Piotr la grande – Pedro, o Grande
- mea ami Simon – meu amigo Simon
- la parola “inverno” – a palavra "inverno"
- la libro La prinse peti – o livro O Pequeno Príncipe

Acrônimos e letras isoladas podem seguir diretamente um substantivo para modificá-lo:
- La disionario es ance disponable como un fix PDF. – O dicionário também está disponível como um arquivo PDF.
- El ia porta un camisa T blu de escota V. – Ela estava vestindo uma camiseta azul de gola V.

Ocasionalmente, dois substantivos se aplicam igualmente a um objeto ou pessoa. Nestes casos, os substantivos são unidos por um hífen:
- un produor-dirijor – um produtor-diretor
- un primador-scanador – um impressora-escâner

Em todos os casos, o plural -s ou -es é aplicado a ambos os substantivos:
- la statos-membros - os estados membros
- produtores-dirijores – produtores-diretores

Um caso especial envolve o verbo nomi (nome):
- Nos ia nomi el Orion. – Nós o chamamos de Orion.
- Me nomi esta forma un obelisce. — Eu chamo essa forma de obelisco.

## Literatura
Desde sua criação, a língua franca nova conta com uma literatura composta por textos originais e traduzidos.
Alguns dos principais textos traduzidos para este idioma são:
- Colinas como elefantes blanca, de Ernest Hemingway; traduzido por Daniel Alegrett, 1999
- La cade de la Casa de Usor, de Edgar Allan Poe; traduzido por Simon Davies, 2008
- Jigante egoiste, de Oscar Wilde; traduzido por Simon Davies, 2008
- La prinse peti, de Antoine de Saint Exupéry; traduzido por Simon Davies, 2009
- Alisia en la pais de mervelias, de Lewis Carroll; traduzido por Simon Davies, 2010
- Un canta de natal, de Charles Dickens; traduzido por Simon Davies, 2010
- Leteras de la tera, de Mark Twain; traduzido por George Boeree, 2010.
- Re Lear, de William Shakespeare; traduzido por George Boeree, 2014/2016.
- Eneida, de Vergilio; traduzido por Simon Davies.

### Literatura traduzida
O primeiro texto traduzido foi Colinas como elefantes blanca, de Ernest Hemingway; traduzido por Daniel Alegrett em 1999. É um exemplo da antiga língua franca nova29:
La colinas tra la vale de la Ebro eseva longa e blanca. Esta parte no ave ombra e no arbores, e la stasion eseva entra du linias de ferovia su la sol. Prosima contra un lado de la stasion, aveva la ombra tepida de la construida e un cortina, fada de cordas de granos de bambu, pendente tra la porta abrida a en la beveria, per mantenir la moscas a estra. La american e la fia ce le acompaniava, sentava se a un tabla su la ombra, estra la construida. Eseva multe calda, e la tren rapida da Barselona venira en cuatrodes minutos. El parava se en esta stasion entra dudes minutos e partiva a Madrid.
Devemos esperar até 2008 para ver outros textos literários escritos nessa língua. Desta vez, trata-se de Bocragonia (poesia Jabberwocky de Lewis Carroll) e La cade de la Casa de Usor, traduzidos por Simon Davies. Este elefenista traduziu outras obras como Alisia en la pais de mervelias, traduzida em 2010 e publicada em 2012, o que a tornou a primeira publicação em papel neste idioma.
Aqui está um trecho de Alisia en la pais de mervelias, um exemplo da língua quase em seu estágio final:
“A acel dirije,” la Gato dise, brandante se pedeta destra, “un Xapor abita: e a acel dirije,” brandante la otra pedeta, “un Lepre de Marto. Visita la un o la otra, como tu desira: ambos es fol.”
“Ma me no vole pasa entre persones fol,” Alisia comenta.
“O! tu no pote evita lo,” la Gato dise: “asi, tota de nos es fol. Me es fol. Tu es fol.”
“Como tu sabe ce me es fol?” Alisia dise.
“Sin duta tu es,” la Gato dise, “car si no, tu no ta veni asi.”
Simon Davies também traduziu La prinse peti, de Antoine de Saint Exupéry; em 2009. Este texto foi originalmente traduzido por outra pessoa, mas depois de descobrir que não era uma tradução do original, mas do inglês, Simon Davies decidiu retraduzi-lo desde o início.
Entre 2013 e 2014, Simon Davies também traduziu Tra la miror, e lo cual Alisia trova a ultra.
Em 2014, C. G. Boeree traduziu Simon Davies também traduziu La prinse peti30, de Antoine de Saint Exupéry; em 2009. Este texto foi originalmente traduzido por outra pessoa, mas depois de descobrir que não era uma tradução do original, mas do inglês, Simon Davies decidiu retraduzi-lo desde o início.
Entre 2013 e 2014, Simon Davies também traduziu Tra la miror, e lo cual Alisia trova a ultra.
Em 2014, C. G. Boeree traduziu Tra la miror, e lo cual Alisia trova a ultra, de William Shakespeare, sendo a primeira peça traduzida para língua franca nova30.
Em 2018, Simon Davies traduziu Un studia en scarlata e em 29 de abril de 2019 concluiu a tradução do primeiro livro da Eneida:
Me canta armas e la om ci, de la costas de Troia, escluida par fortuna, ia veni la prima a Italia e la bordas Lavinian, multe lansada sur la teras e la profonda par la fortia de la altas, su la coleria memoriosa de Juno savaje; multe ance en gera el ia sufri, asta fundi un site e introdui dios a Latio, de do es la popla Latina, la padres de Alba Longa, e la murones de Roma alta.
Em 22 de junho de 2019, Vicente Costalago traduziu o Evangelho de São Marcos, baseado nas versões em inglês e espanhol da Bíblia do Vaticano. É o terceiro texto completo da Bíblia traduzido para este idioma, sendo a segunda a Segunda Epístola de São João, traduzida pelo mesmo autor em 2008; e Eclesiastes o primeiro, traduzido por Dave MacLeod em 2006. Fragmentos de outras partes da Bíblia foram traduzidos, como partes dos Evangelhos de São Lucas e São João.
Em 10 de novembro de 2019, Vicente Costalago traduziu o primeiro capítulo de Dom Quixote e em 22 de fevereiro de 2020 concluiu a tradução do Evangelho de San Mateo.

## Exemplos
Pai Nosso (Em alfabeto latino)
Nosa Padre, ce es en sielo:
Sante es tua nome. 
Tua renia va veni. 
Tua vole va es fada, 
en tera como en sielo. 
Dona nosa pan dial a nos. 
Pardona nosa pecas 
como nos pardona los ci peca a nos.
No condui nos a tentia, 
ma proteje nos de mal. 
La tua es la renia, la potia,
e la gloria a tota tempo.
Pai Nosso (Em alfabeto cirílico)
Носа Падре, ке ес ен сиело:
Санте ес туa номе. 
Туa рениа ва вени. 
Туa воле ва ес фада, 
ен тера комо ен сиело. 
Дона носa пан диал а нос. 
Пардона носa пекас 
комо нос пардона лос ки пека а нос.
Но кондуи нос а тентиа, 
ма протеже нос де мал. 
Ла туa ес ла рениа, ла потиа,
е ла глориа а тота темпо.
Lingua Franca Nova (ouvir)
| Lingua Franca Nova es desiniada per es un lingua vera simple, coerente, e fasil aprendeda, per comunica internasional. El ave varios cualia bon:         | A Lingua Franca Nova foi desenvolvida de modo a ser uma língua particularmente simples, coerente e fácil de aprender, ideal para comunicações internacionais. Possui várias qualidades positivas:     |
| - El ave un numero limitada de fonemes. El sona simila a italian o espaniol.                                                                             | - Número limitado de fonemas. Pronúncia similar ao italiano ou espanhol. |
| - El es scriveda como el sona. No enfante deve pasa multe anios studia nonregulas.                                                                       | - É uma língua fonética. Nenhuma criança tem de passar muitos anos aprendendo exceções. |
| - El ave un gramatica vera simple e regula. El es min complicada en esta caso como engles o indonesian.                                                  | - Possui gramática simples e regular. É menos complicada do que o inglês ou indonésio. |
| - El ave un grupo limitada e tota regula de afises produinte per crea parolas nova.                                                                      | - Possui um grupo limitado e regular de afixos geradores usados para a criação de novas palavras. |
| - El ave regulas de la ordina de parolas bon definada, como multe linguas major.                                                                         | - Possui regras bem definidas para a ordem das palavras, como muitas das línguas principais. |
| - El ave un lista de parolas fundada en la linguas roman moderne. Esta linguas es comun e influensente, e ia contribui la parte major de parolas engles. | - Seu léxico é fortemente baseado em palavras originadas das línguas romances modernas. Estas línguas são comuns, influenciaram outras línguas e contribuíram com grande parte do vocabulário inglês. |
| - El es desiniada per es asetante natural de parolas tecnical de latina e elenica, la "norma de mundo" per fato.                                         | - Aceita naturalmente neologismos técnicos derivados do latim e do grego, de fato "o padrão mundial".                                                                                                 |
| - El es desiniada per aperi plu parte "natural" per los ci comprende la linguas roman, ma no min fasil per otras.                                        | - Foi construída de modo a parecer relativamente "natural" àqueles que são familiares com as línguas romances, sem ser mais difícil para outros aprenderem.                                           |